# 關勝 (南宋)
关胜（?—1129年），表字不详，南宋河东解人（今山西运城）人，為宋高宗時的抗金名將，精忠報國，堅決抗金不降。最终被叛降的济南知府刘豫誘殺，然後刘豫降金。

## 生平
關勝是靖康之禍時候的济南城抵抗金軍的守將，被劉豫所害。《金史》言：“有关胜者，济南骁将也，屡出城拒战，豫遂杀关胜出降”。《宋史·叛臣列传·刘豫》也言：“豫惩前忿，遂畜反谋，杀其将关胜，率百姓降金。百姓不从。 ”